# James Churchward
James Churchward (27. února 1851 – 4. ledna 1936) je znám jako britský okultní spisovatel. Byl to však také vynálezce, inženýr a vynikající rybář.
Než se v 90. letech 19. století přestěhoval do Spojených států, působil jako pěstitel čaje na Srí Lance.
V Americe si nechal patentovat téměř neprůstřelnou ocelovou slitinu pro pancéřovou ochranu lodí v době 1. světové války a další ocelové slitiny. Poté, co v roce 1914 došlo k porušení jeho patentových práv, se stáhl na své sídlo u jezera Wononskopomuc v Lakeville v Connecticutu.

## Příbuzní
- Churchward Albert (1852-1925), zednářský spisovatel

## Dílo
- Fishing Among the 1,000 Islands of the St. Lawrence (1894)
- A Big Game and Fishing Guide to Northeastern Maine (1897)
- The Lost Continent of Mu Motherland of Man (1926)
- Copies of Stone Tablets Found by William Niven at Santiago Ahuizoctla Near Mexico City (1927)
- Books of the Golden Age (1927)
- The Children of Mu (1931)
- The Lost Continent of Mu (1931)
- The Sacred Symbols of Mu (1933)
- Cosmic Forces of Mu (1934)
- Second Book of Cosmic Forces of Mu (1935)